# Peter Vack
Peter S. Brown, bättre känd under sitt artistnamn Peter Vack, född 19 september 1986 i West Village på Manhattan (Lower Manhattan) i New York, är en amerikansk skådespelare, manusförfattare, regissör och producent. Han är bland annat känd för att spela rollen som Alex Merriweather i Amazon Prime Video-serien Mozart in the Jungle. Han har också gjort rösten till antagonisten Gary Smith i Rockstar Games-spelet Canis Canem Edit (i USA skrivet som Bully).

## Biografi
Vack föddes i stadsdelen West Village på Manhattan i New York, som son till Jane (född Spivack) och Ronald Brown, som arbetar som filmproducent och författare. Han har en yngre syster som heter Betsey, som arbetar som skådespelerska, regissör och författare. Vack har judisk familjebakgrund.
Vack är uppvuxen i New York, där han gick på skolorna Riverdale Country School och Professional Children's School. Han tog senare examen från University of Southern California, där han studerade teater.

## Karriär
Vacks skådespelardebut kom i kortfilmen Dear Diary från 1996, som senare kom att vinna en Oscar för bästa kortfilm. Han har därefter gjort enstaka gästspel i TV-serierna Hope & Faith, Tredje skiftet, Law & Order: Special Victims Unit, Ghost Whisperer och Cold Case. Han har också medverkat i en musikvideo till låten "Love in the Old Days", som framförs av James Franco och Tim O'Keefes band Daddy, samt medverkat i rollen som Alex Merriweather i Amazon Prime Video-serien Mozart in the Jungle, tillsammans med bland andra Lola Kirke, Malcolm McDowell och Bernadette Peters.

## Filmografi (i urval)

### Filmer
- 1996 – Dear Diary (kortfilm)
- 2006 – Tokig i dig
- 2012 – Kiss of the Damned: Kärleken är odödlig
- 2013 – CBGB
- 2014 – Swelter
- 2015 – 6 Years
- 2015 – The Intern
- 2017 – M.F.A
- 2019 – Brittany Runs a Marathon
- 2019 – Someone Great
- 2020 – PVT Chat

### TV-serier
- 2004 – As the World Turns (TV-serie)
- 2004 – Hope & Faith (TV-serie)
- 2004 – Tredje skiftet (TV-serie)
- 2005 – Law & Order: Special Victims Unit (TV-serie)
- 2009 – Ghost Whisperer (TV-serie)
- 2010 – Cold Case (TV-serie)
- 2014 – The Michael J. Fox Show (TV-serie)
- 2014–2015 – Mozart in the Jungle (TV-serie)
- 2015 – The Blacklist (TV-serie)
- 2018 – Homeland (TV-serie)
- 2019 – The Bold Type (TV-serie)
- 2020 – Love Life (TV-serie)

### Videospel
- 2006 – Canis Canem Edit (i USA skrivet som Bully) (röst)